# Tirso Ornelas
Tirso Abraham Ornelas (Tijuana, 11 marzo 2000) è un giocatore di baseball messicano, di ruolo esterno, che gioca per i San Diego Padres (MLB).